# Batalla del pont d'Amarante
La batalla del pont d'Amarante de 1809 va ser episodi de la invasió de Portugal de 1809 a la guerra del francès.

## Antecedents

Campanyes franceses

Després de la desastrosa Convenció de Sintra, en la qual es va permetre la repatriació de les tropes franceses derrotades en la batalla de Vimeiro, els comandants de l'exèrcit britànic van ser cridats a la seva pàtria per enfrontar-se a una recerca i les tropes expedicionàries britàniques a Espanya i Portugal van ser deixades al comandament de John Moore. Amb l'arribada del propi Napoleó amb un exèrcit a Espanya, els francesos van entrar a Madrid el 4 de desembre, van posar setge a Saragossa, que caigué en 21 de febrer de 1809, Soult rep ordres de l'emperador de perseguir i derrotar l'exèrcit anglès del general Moore, que ha de reembarcar durant la batalla de La Corunya i les tropes franceses conquesten Galícia sense resistència.
El rearmament austríac que acabaria amb la guerra de la Cinquena Coalició provocà que Napoleó marxés de Valladolid el 17 de gener, arribant a París el 23 de gener i va ordenar al mariscal Soult que envaís Portugal des del nord però l'hivern va fer impracticable el Miño i per la resistència de les forces portugueses situades entre Cerveira i Valença i Soult va decidir fer una volta per la frontera muntanyosa de l'alt Minho i va travessar la frontera el 7 de març de 1809 per Trás-os-Montes amb 23.000 homes, d'ells 4.000 a cavall, i 50 peces d'artilleria, prenent Chaves el 12 de març. i escombrant les defenses de Braga el 20 de març i les de Porto el 28 de març de 1809.
Soult no va poder gaudir gaire del seu èxit perquè gairebé al mateix temps, la força portuguesa de Francisco da Silveira va capturar al setge de Chaves una guarnició de 1.800 homes. Posicionats els francesos a Porto, no van prosseguir a Lisboa, per l'oposició que van trobar al país, i per desconèixer la ubicació del general Lapisse i del mariscal Victor, que des de Castella i Extremadura havien de correspondre amb els moviments de Galícia, però l'oposició espanyola els va fer romandre al Tajo.
Étienne Heudelet de Bierre va retrocedir a Tui per alliberar-la del setge i prendre l'artilleria que hi va quedar, però Francisco da Silveira amb un exèrcit format per tropes regulars, reorganitzat després de ser dissolt per Jean-Andoche Junot durant la primera invasió, regiments de milícies, nombroses ordenanças i voluntaris civils, mal armats i mal equipats, sense oficials va recuperar Chaves el 20 de març, i escampant les seves forces pel Tâmega fins Amarante i Peñafiel on va romandre prop d'un mes, enfrontant-se a Louis Henri Loison.

## Batalla
En 18 d'abril, Nicolas Jean de Dieu Soult va voler obrir pas i tenir lliures les comunicacions amb Tras-os-Montes, enviant per reforçar a Louis Henri Loison al general Henri François Delaborde, amb la segona brigada d'infanteria, disposant de 9.000 homes, la meitat de l'exèrcit de Soult. El riu estava inundat i era impossible de travessar i els portuguesos havien destruït tots els ponts propers, de manera que els francesos no tenien més remei que atacar Amarante, on s'havia situat Silveira o esperar un temps millor. Per empitjorar les coses, els portuguesos havien minat el pont, de manera que hi havia una veritable possibilitat que els francesos capturessin el pont i aquest fos destruït rere seu. Finalment les càrregues foren desactivades el 2 de maig.

## Conseqüències
Silveira va replegar-se a Lamego amb els seus 4.000 homes, però la seva acció va fer possible aïllar les forces franceses de les instal·lades a Espanya i donà temps a l'exèrcit aliat a organitzar-se abans d'expulsar les tropes franceses de Portugal.
El mariscal francès va començar a planificar un descans. Arthur Wellesley va arribar a Lisboa el 22 d'abril a bord del HMS Surveillante, i reforçat, es va dedicar a l'ofensiva, obligant, després de la segona batalla de Porto, a la retirada de Soult de Portugal fins al seu punt de partida, la ciutat d'Ourense. Sabedor el mariscal Ney de les diferències entre la Junta d'Astúries i la Romana, va envair Astúries amb 6.000 homes des de Galícia fins a Oviedo, mentre des de Valladolid amb una força semblant travessava el port de Pajares el general François Étienne de Kellermann. Ney va entrar a Oviedo el 19 de Maig, Kellermann va quedar-se a Oviedo, i a Villaviciosa al general Jean Pierre François Bonet, que havia arribat des de Santander, i Ney va tornar a Galícia. El mes de juny, Soult decideix abandonar Galícia per Valdeorras en direcció a Zamora després de la seva derrota a la batalla de Ponte Sampaio.
Wellesley va avançar cap a Espanya per unir-se als espanyols de general Cuesta, combatent a la batalla de Talavera contra sota el mariscal Claude Victor Perrin i el major general Horace Sébastiani, i Wellesley immediatament es va retirar a Portugal atès que Nicolas Jean de Dieu Soult pretenia tallar la seva retirada a Portugal.